# Julia Dudley
Julia Dudley, född 1840, död 1906, var en amerikansk missionär. Hon var verksam i Japan från 1873, där hon spelade en viktig roll under Mejirestaurationen. Hon och Eliza Talcott grundade år 1879 Kobe College, som blev Japans första högskola för kvinnliga lärare, och som sedan blev Seiwauniversitetet.